# Taschenlampe

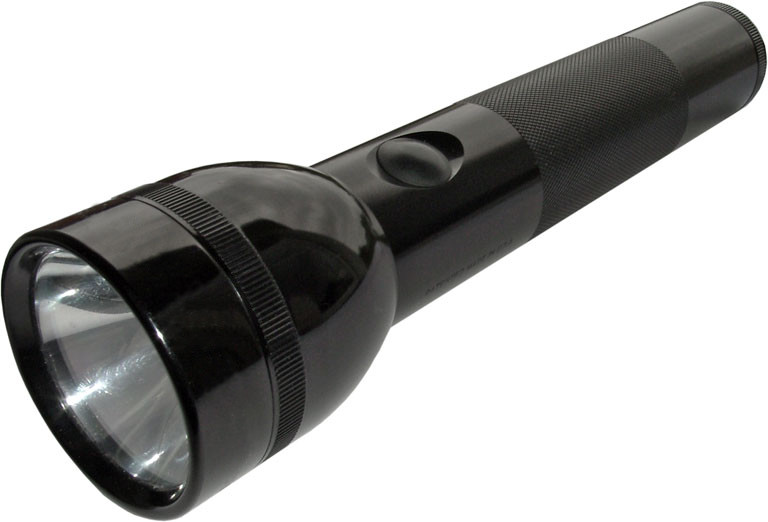
Stabtaschenlampe

Eine Taschenlampe ist eine kleine, mobile Lichtquelle mit eigener Energieversorgung. Der Name entstand, da die meisten Taschenlampen klein genug sind, um in einer Tasche verstaut werden zu können.

## Geschichte

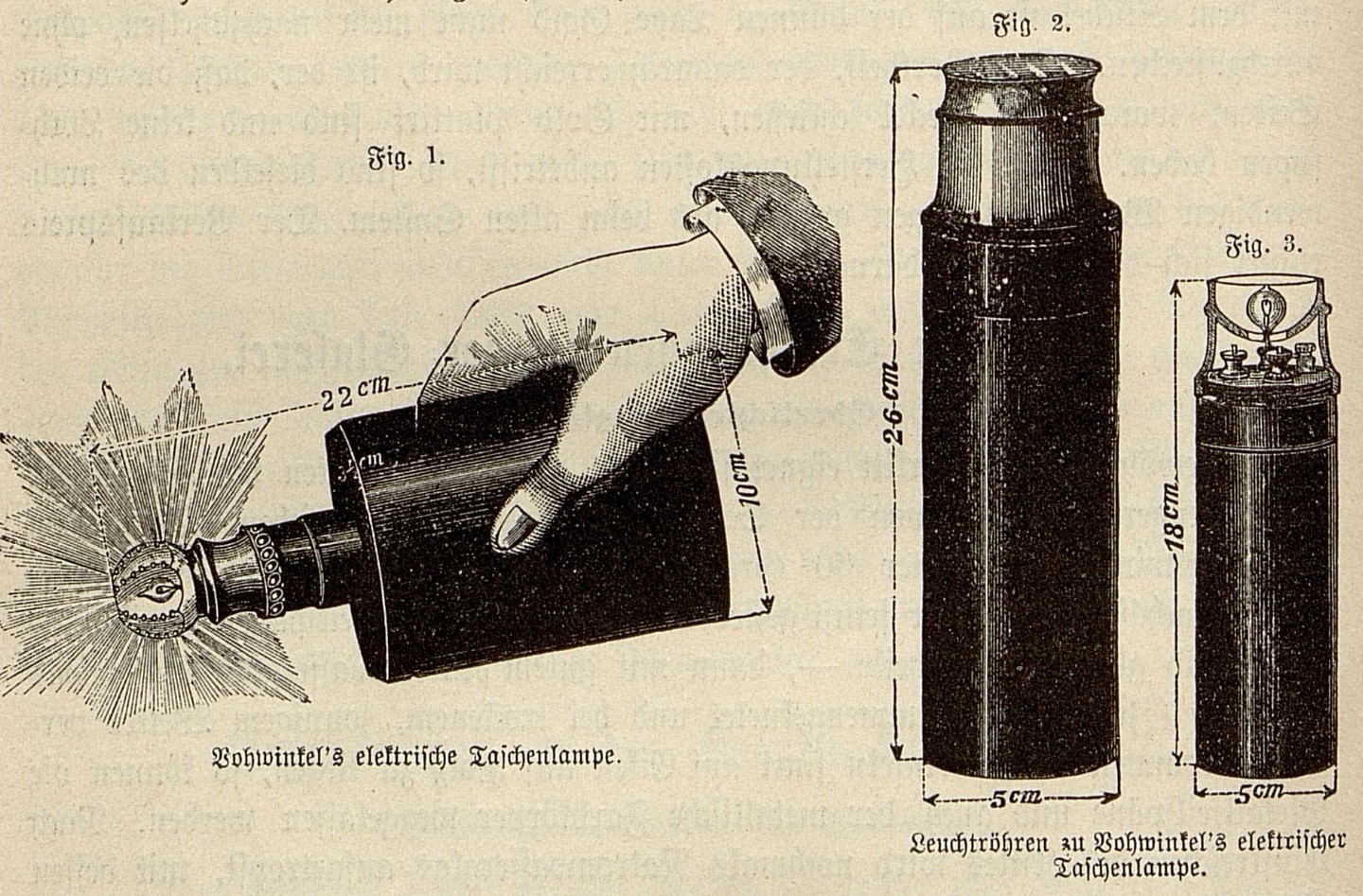
Elektrische Taschenlampen der Firma Vohwinkel aus Wien in flaschen- sowie stabförmiger Ausführung (1896)

Die Firma Vohwinkel aus Wien produzierte seit 1896 elektrische Taschenlampen. Platin-Zink-Elemente, die bei 6 Volt Spannung 4–5 Ampere lieferten, bildeten die wegen der Ähnlichkeit ihrer Form mit einer Revolver-Trommel Revolverbatterie genannte Spannungsquelle. Die Taschenlampe besaß eine Glühlampe mit Reflektor und war je nach Ausführung entweder mit einem geschliffenen Kopf aus Hartglas (Taschenlampe in Form eines Flachmanns) oder mit einer Alpacca-Fassung (Alpacca ist ein anderer Name für Neusilber) und Linse (zylinderförmig, daher auch als Leuchtröhre bezeichnet) ausgestattet. Man konnte die Taschenlampe durch Neigen ein- oder ausschalten; ermöglicht wurde dies durch eine „patentirte Flüssigkeit“, die in waagerechter Lage in die Batterie eindrang und den Stromkreis schloss.
In Deutschland erfand Paul Schmidt (der Gründer der Fa. Daimon) eine Trockenbatterie, mit Mehl als Elektrolyt, auf die er im Jahre 1896 ein Patent erhielt. Schon kurz danach erfand er dazu eine batteriebetriebene Taschenlampe, auf die er aber erst 1906 ein Patent  erhielt.

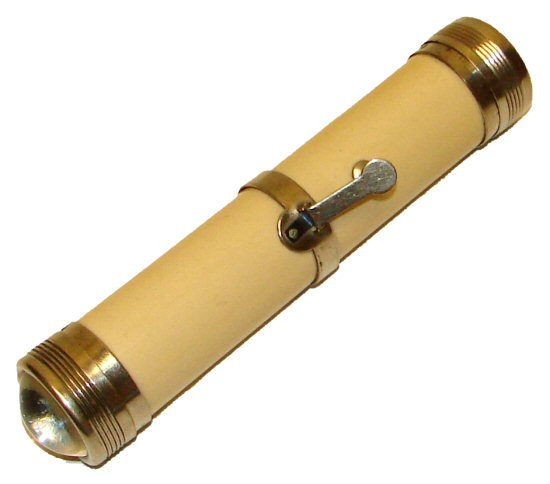
Historische Taschenlampe von 1899 von David Misell

Nach gängiger Ansicht wurde die Taschenlampe 1899 vom Engländer David Misell erfunden, der das Patent an die American Electrical Novelty and Manufacturing Company (heute bekannt als Energizer) verkaufte.

## Aufbau und Funktion
Taschenlampen sind Leuchten in einer speziellen Bauart. Sie dienen als Umgebung für die eigentliche Lampe. Daher lautet der lichttechnisch korrekte Begriff Taschenleuchte.
Eine Taschenlampe liefert üblicherweise einen engen Lichtkegel. Das Leuchtengehäuse besteht aus einem länglichen, oft zylindrischen Griffstück, in das mittels eines Schraub- oder Schiebeverschlusses am Ende Batterien oder Akkus eingesetzt werden. Um Lampen mit einem höheren Lichtstrom einsetzen zu können, werden mehrere Batteriezellen in Reihe geschaltet, häufig zwei oder vier Mignon- (Größe AA) oder Microzellen (AAA). Bei größeren Taschenlampen werden oft Baby- (C) oder Monozellen (D) verwendet. Sowohl Primärzellen als auch Akkumulatoren kommen zum Einsatz.
Am vorderen Ende befindet sich eine transparente Glas- oder Kunststoffscheibe, bei hochwertigen Lampen werden meist speziell beschichtete Gläser eingesetzt, um die Lichtdurchlässigkeit zu erhöhen. Hinter der Scheibe befindet sich die Lichtquelle (Glühlampe oder Leuchtdioden), die wiederum zur Erhöhung der Lichtstärke von einem Parabolspiegel umfasst ist, dem Reflektor. Der Reflektor und die Scheibe entfallen bei einfachen Lampen mit Leuchtdioden niedriger Leistung meist, da hier ein Reflektor und eine Fokussierlinse bereits in das Diodengehäuse integriert sind. Der Spiegel besteht aus Metall oder Metall-beschichtetem Plastik. Bei Lampen mit einer einzelnen Hochleistungs-LED werden statt eines Spiegels auch optische Systeme eingesetzt, die auf Totalreflexion basieren. Diese Optiken werden meist aus transparentem Kunststoff, sehr selten auch aus hochwertigem Glas hergestellt. Normalerweise hat der Bereich um das Leuchtmittel einen größeren Durchmesser als das Griffstück, da ein größerer Reflektor eine engere Bündelung des Lichts und somit eine höhere Leuchtweite bei gleicher Lichtleistung erlaubt. Für Glühlampen mit besserer Lichtausbeute werden mit den Edelgasen Xenon, vor allem aber Krypton gefüllte Halogen-Glühlampen eingesetzt, die das Verdampfen des Glühfadens hemmen und die Lebensdauer des Leuchtmittels erhöhen. Somit kann die Glühlampe mit höherer Leistung betrieben werden, was die Lichtausbeute zum Teil erheblich steigert, und trotzdem akzeptable Betriebsdauern erreichen.
Bei Taschenlampen mit Kunststoffgehäuse sind zwischen Stromquelle, Schalter und Lichtquelle elektrische Leitungen nötig, bei Metallgehäusen wird häufig dieses selbst als einer der Leiter verwendet. Die Stromquelle berührt dabei mit einem Pol direkt die Lichtquelle und mit dem anderen das Gehäuse, welches über einen Schalter mit dem zweiten Anschluss der Lampenfassung verbunden ist.

### Qualitätsmerkmale
Billige Taschenlampen sind oft nicht bruchfest, die Kontakte korrodieren in feuchter Luft oder durch Batterieflüssigkeiten, der Reflektor ist falsch geformt, die Lampen benötigen viel Energie, geben aber zugleich wenig Licht ab. Häufig haben die Metallteile schlecht miteinander Kontakt. Ein wesentliches Qualitätsmerkmal ist die Ausführung des Ein-/Ausschalters.
Die lichttechnischen Leistungsdaten, wie der Lichtstrom, gemessen in Lumen, oder die Farbtemperatur, gemessen in Kelvin, werden nicht regulär angegeben. Vorhandene Angaben, vor allem die Leuchtweite und die Leuchtdauer mit einem Satz Batterien, sind in einigen Fällen nicht korrekt.

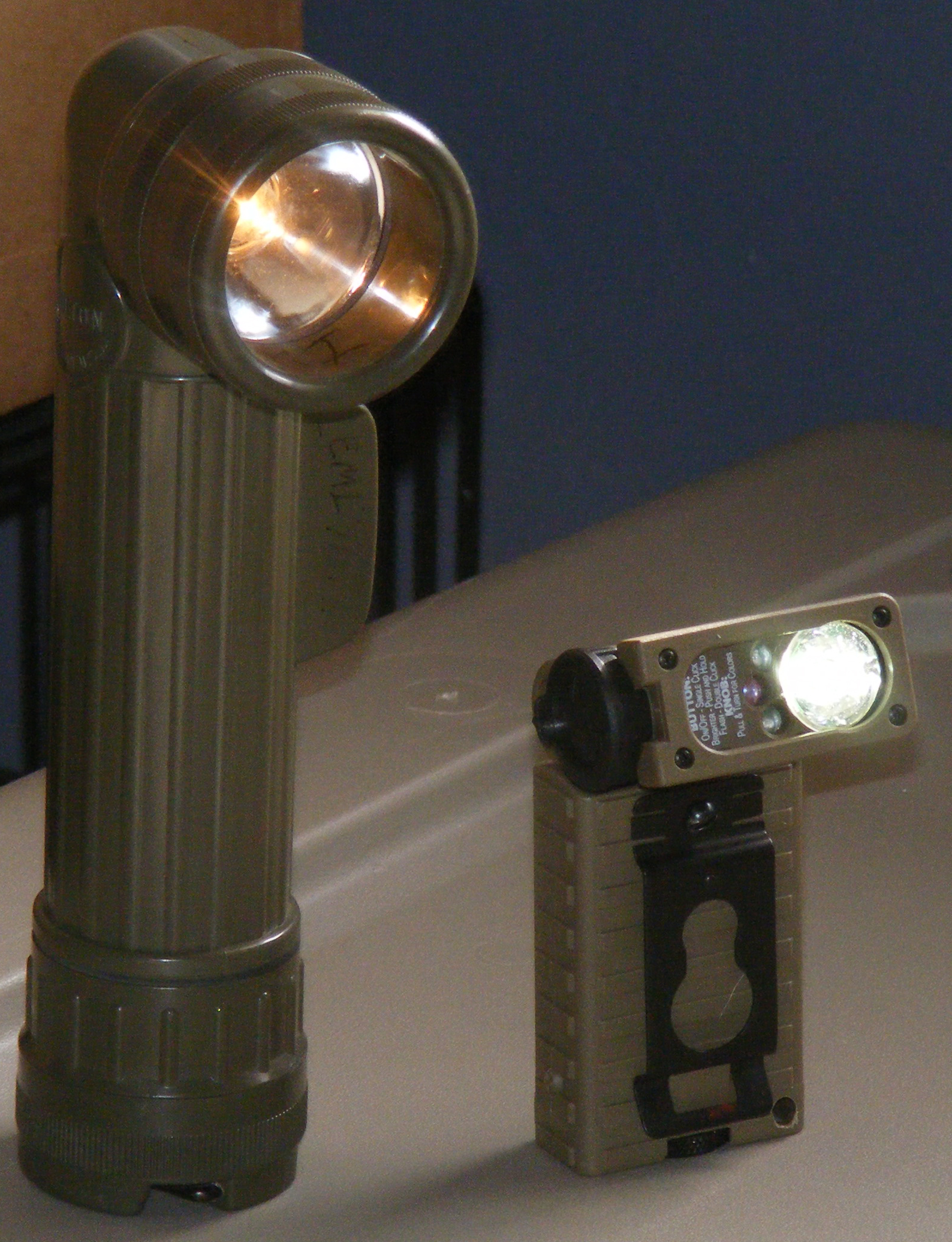
Links: Winkeltaschenlampe mit Glühlampe, rechts: LED-Taschenlampe mit schwenkbarem Kopf, welche weißes, rotes, blaues und Infrarotlicht abgibt

Bei Verwendung einer Glühlampe als Lichtquelle ändert sich die Lichtfarbe mit sinkender Spannung der Zellen durch die Entladung während des Betriebs, während die Helligkeit sinkt. Bei Verwendung von LED ändert sich die Lichtfarbe in der Regel nicht merklich, lediglich die Helligkeit sinkt. Während Glühlampen, wenn die Batterien entladen sind, zunächst dunkler werden und bald komplett erlöschen, können viele LED-Lampen noch lange mit niedriger Helligkeit weiterleuchten. Die Helligkeit liegt am Ende der Entladung oft unter einem Prozent der Helligkeit mit frischen Batterien. Einige Hersteller nutzen das, um eine Leuchtdauer von mehreren hundert Stunden pro Batteriesatz anzugeben, ohne zu erwähnen, dass die Lichtleistung zu diesem Zeitpunkt zwar noch nutzbar ist, aber mehrere Größenordnungen unter der beworbenen Maximalleistung liegt. Taschenlampen mit elektronischer Stabilisierung der Helligkeit durch Regelung der Lampenspannung (Glühlampen) bzw. des Lampenstroms (LED) werden in den unteren Preiskategorien nicht angeboten.

### Ausführungsformen
Einfache Taschenlampen werden meist im Spritzgussverfahren aus Kunststoff gefertigt und in der Tütenbauweise montiert. Ebenso gibt es Taschenlampen, deren Korpus aus einem Blechrohr besteht. Kunststofflampen sind weit verbreitet und werden auch als Werbegeschenk verteilt, können aber bei guter Verarbeitung einen ebensolchen Gebrauchswert besitzen wie Metalllampen. Ihre Vorteile liegen in erster Linie im geringeren Gewicht und Preis.
Taschenlampen aus Metalldrehteilen sind in der Regel höherwertig und mechanisch belastbarer als Kunststofflampen, allerdings auch dementsprechend teurer in der Anschaffung.
Die Batterien im Griff dienen der Lichtquelle als Stromquelle. Die meistverbreiteten Varianten, um die Lampen an- und auszuschalten, sind ein drehbarer Lampenkopf oder ein im Griff eingelassener Schalter.
Die Lichtquelle ist bei einigen Modellen am Griffteil der Lampe befestigt, während der umgebende Spiegel am drehbaren Kopf der Lampe angebracht ist. So ist durch Drehen des Kopfs oft eine variable Fokussierung des Leuchtmittels möglich. Z. B. kann der Strahl divergent eingestellt werden, um auf Kosten der Beleuchtungsstärke eine größere Fläche zu beleuchten.

## Einsatzmöglichkeiten
Die Einsatzmöglichkeiten für Taschenlampen sind äußerst vielfältig. Sie reichen vom Lichtspender während eines Sicherungswechsels bei Stromausfall über Nachtwanderungen, Campingtouren und Mundlampen für die Medizin bis hin zu Tauchgängen in größerer Tiefe. Für die einzelnen Bereiche existieren dabei spezielle Lampentypen, beispielsweise solche mit größeren Batterien für längere Betriebsdauer oder wasserdichte Lampen zum Tauchen. Bei allen Arten von Rettungskräften, Sicherheitskräften, Feuerwehr und Polizei gehören Taschenlampen zur Grundausstattung.
Lampen zur Notbeleuchtung sind oft in Wandhalterungen untergebracht, die zugleich die Erhaltungsladung und das Nachladen für den Akku sicherstellen. Sie leuchten, sobald sie abgenommen werden.
Generell können mit Taschenlampen allerdings nur relativ kleine Flächen in kurzem Abstand beleuchtet werden. Um größere Bereiche auszuleuchten, werden Scheinwerfer benötigt.

## Stromversorgung

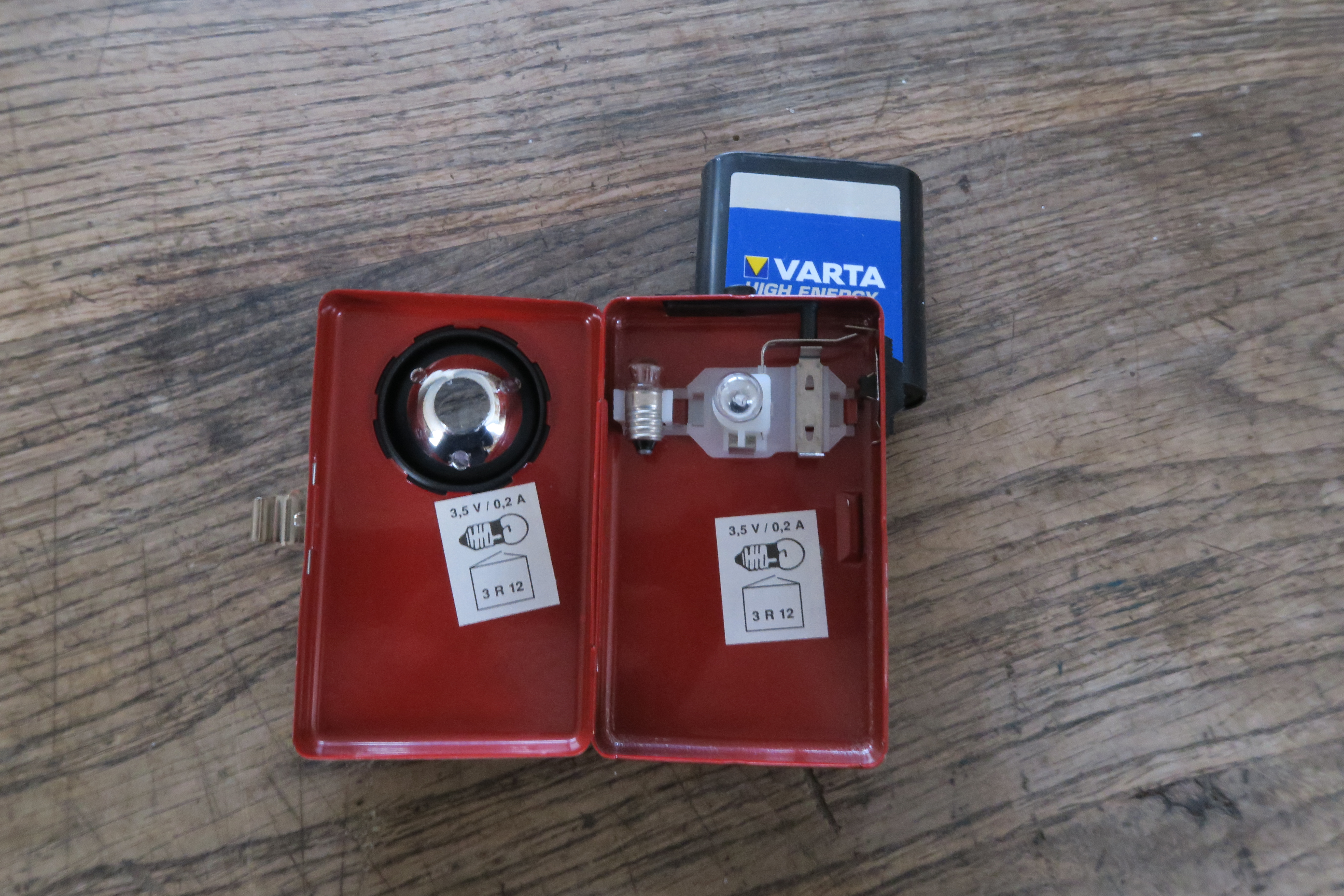
Taschenlampe mit Glühlampe

- Taschenlampe mit GlühlampeMeistens werden die Taschenlampen über Batterien oder austauschbare Akkus mit Strom versorgt.

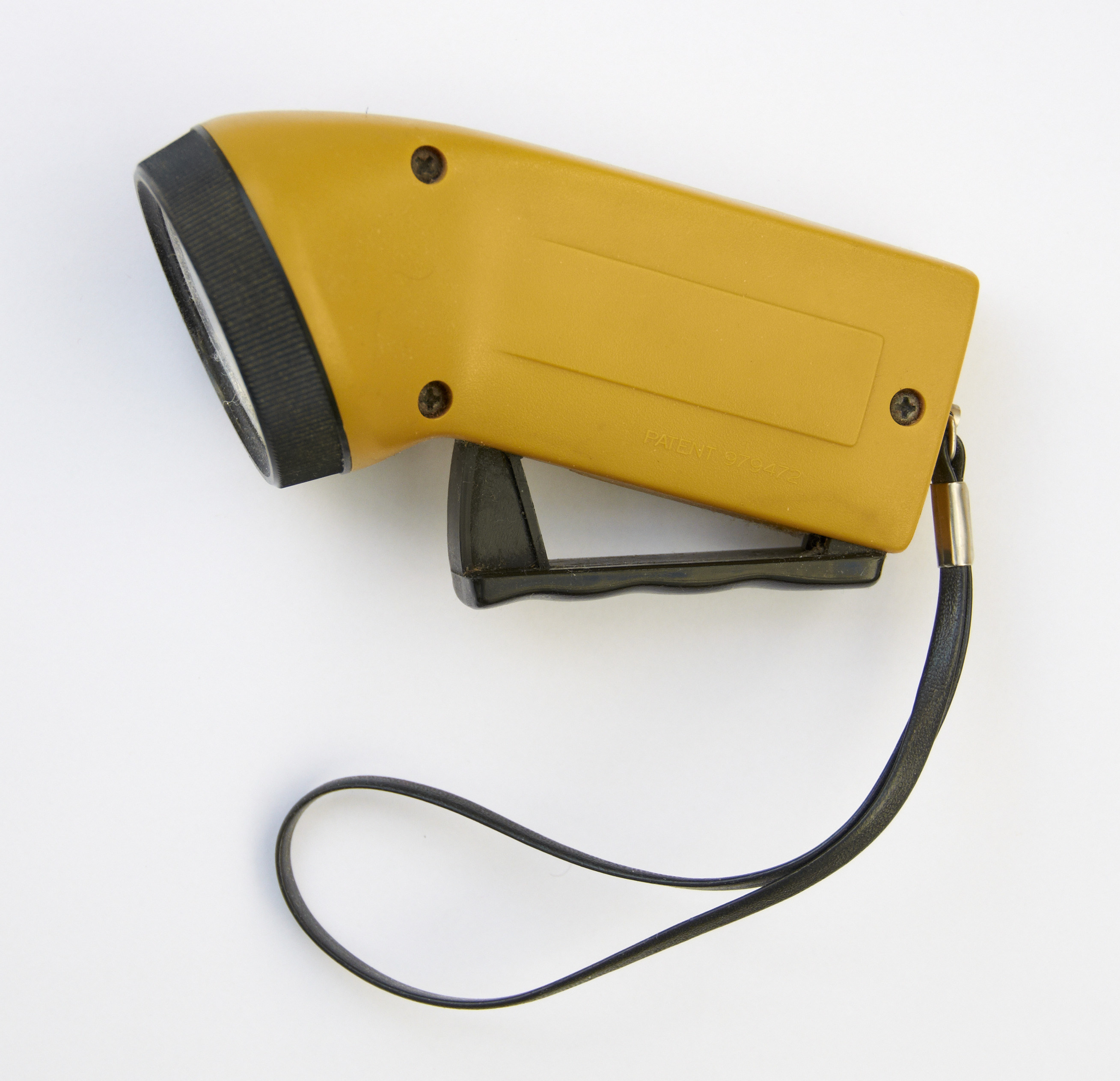
Dynamotaschenlampe zum Drücken

- Dynamotaschenlampe zum DrückenÄltere Dynamotaschenlampen ohne Akku leuchteten, solange man den Generator durch wechselndes Zusammenpressen gegen den Federdruck und Öffnen der Hand betätigte. Akkus und Batterien hatten früher eine hohe Selbstentladung und waren auch bei Nichtgebrauch irgendwann entladen; ein Generator dagegen ist unerschöpflich.
- Dynamotaschenlampen mit Akku gibt es heute mit LED in verschiedenen mehr oder weniger billigen Versionen; ein paar Sekunden zu kurbeln reicht für ein paar Minuten Leuchtdauer.Eine Taschenlampe mit Generator und LED Mini-Generator-LED-Lampe

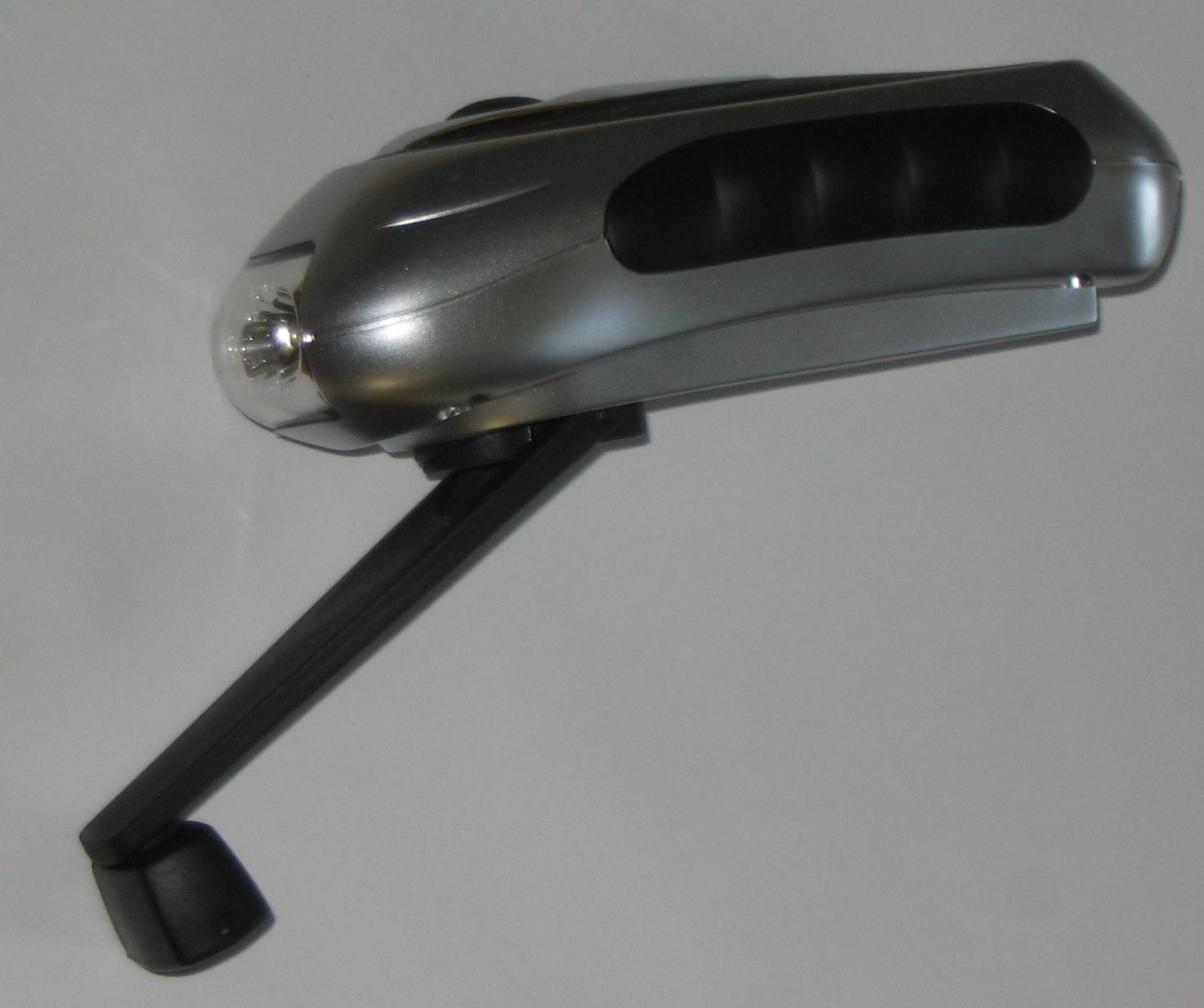
Eine Taschenlampe mit Generator und LED

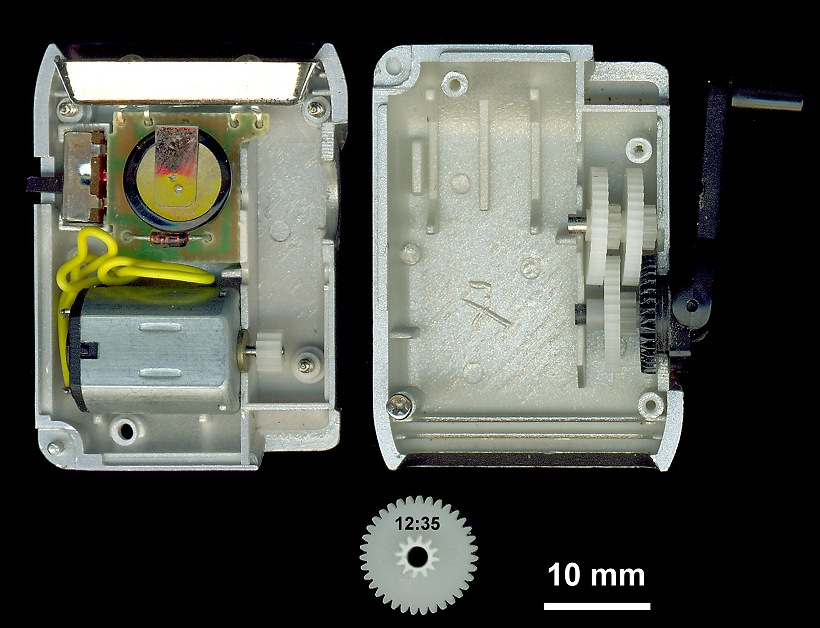
Mini-Generator-LED-Lampe

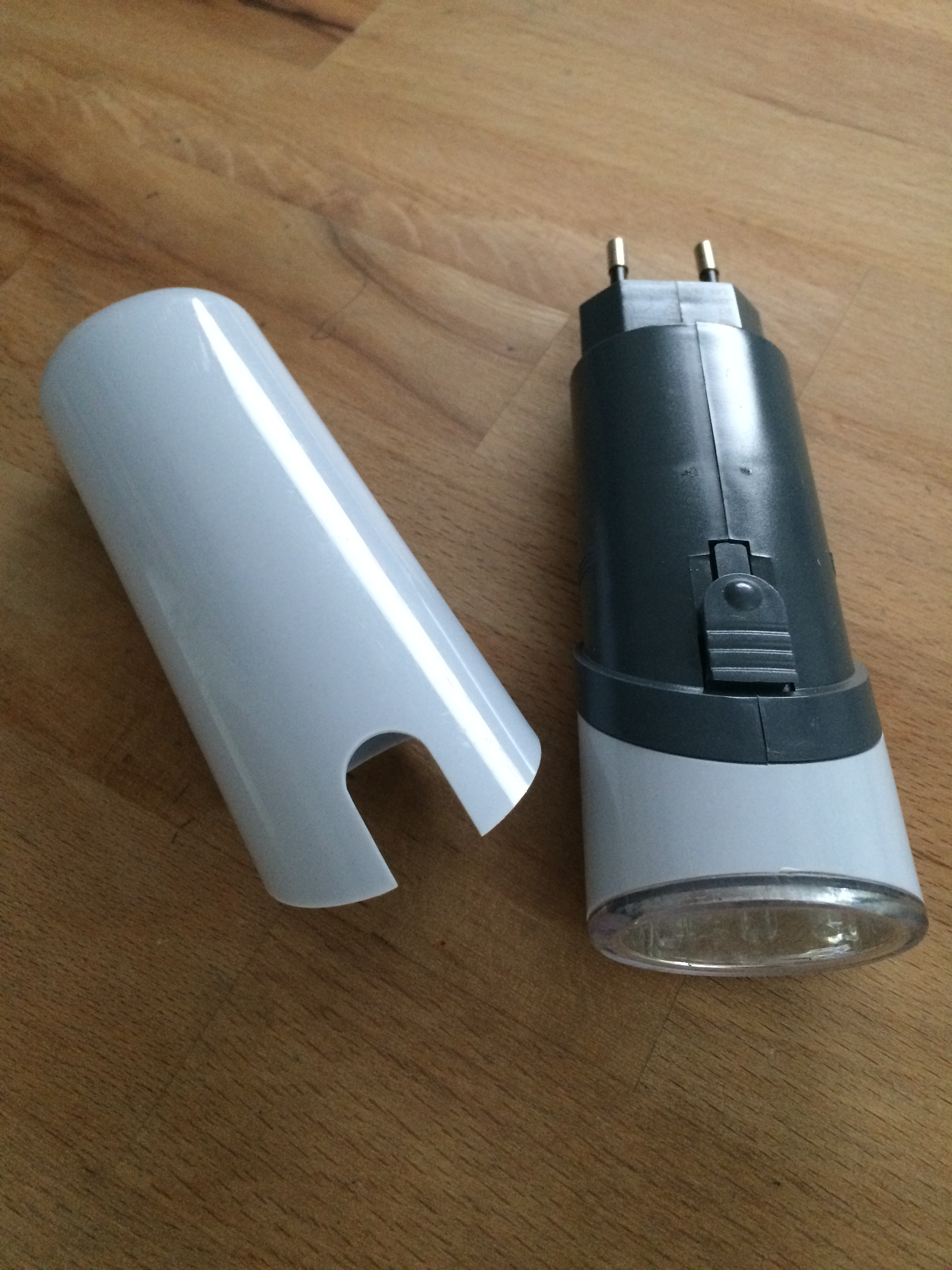
Taschenlampe zum Aufladen in einer Steckdose

- Taschenlampe zum Aufladen in einer Steckdose Taschenlampen mit eingebautem Lade-„Gerät“
- Vor allem Taschenlampen für den professionellen Bereich besitzen einen integrierten Akku, welcher mit einem Ladegerät an der Steckdose aufgeladen werden kann.

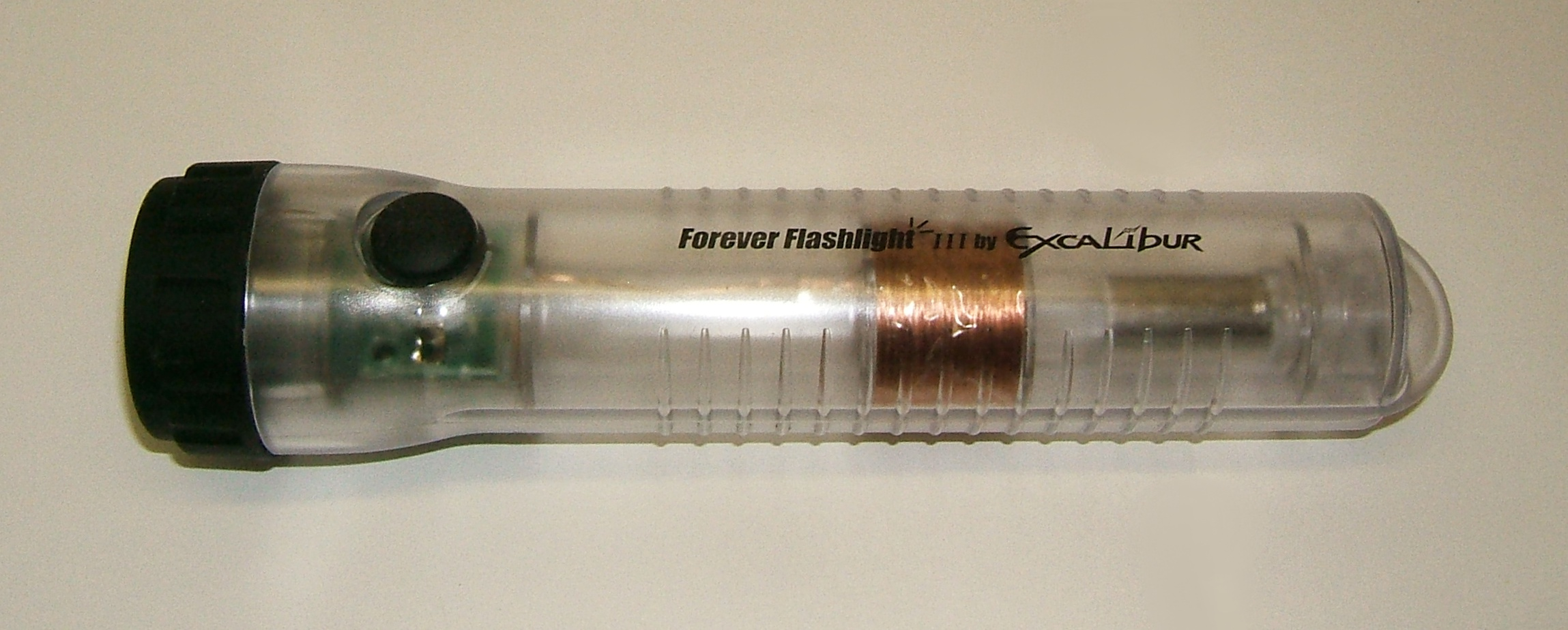
Taschenlampe mit Induktionsspule. Durch Schütteln vor Gebrauch wird der interne Energiespeicher aufgeladen

- Taschenlampe mit Induktionsspule. Durch Schütteln vor Gebrauch wird der interne Energiespeicher aufgeladenInduktionsspule: Hier enthält die Taschenlampe eine Metallspule mit eingelassenem Magneten. Durch Schütteln wird ein integrierter Akku oder Kondensator aufgeladen. Vorteil dieser Variante ist die Unabhängigkeit von einer Stromquelle. Nachteilig kann jedoch der höhere Aufwand zur Aufladung sein; somit wäre es sinnvoll, den Akku z. B. auch mit einem Netzteil aufladen zu können. Außerdem können durch die Bewegung die Leuchtmittel beschädigt werden, weil der Glühfaden reißen kann. Daher sollten diese Taschenlampen LED enthalten.
- Wenig durchgesetzt hat sich die Aufladung des Akkus mittels einer Solarzelle, wobei die Taschenlampe tagsüber in eine starke Lichtquelle, wie Sonnenlicht, gelegt wird. Grundsätzlich verkürzt starke Wärmeeinwirkung die Akkulebensdauer. Ferner steht Sonnenlicht, in Abhängigkeit von der Witterung, nicht immer ausreichend zur Verfügung, ist daher in diesem Sinn keine verlässliche Energiequelle. Die geringe Fläche von Solarzellen führt zu langen Ladezeiten bzw. schmälert die Leistungsausbeute. (Siehe auch Ladegerät#Solarmodule mit Laderegler)

## Spezielle Taschenlampen
Neben den herkömmlichen Taschenlampen existieren noch Lampen, die außer einer normalen Glühlampe seitlich im Griff noch über eine kleine Leuchtstofflampe verfügen, mit deren Hilfe effektiver Licht erzeugt und folglich eine etwas größere Fläche beleuchtet werden kann. Der Stromverbrauch solcher Lampen ist relativ hoch, so dass die Batterien beim Einsatz der Leuchtstoffröhre schneller erschöpft sind. Es werden auch Kaltkathodenfluoreszenzröhren (CCFL) eingesetzt, bei denen die Licht-Bündelung geringer als bei LEDs ist.
Ein weiteres oft anzutreffendes Extra ist ein orangefarbenes Blinklicht, das vor allem zur Warnung, beispielsweise bei Autounfällen, gedacht ist. Auch Kompasse werden teilweise eingebaut, deren korrekte Funktion ist allerdings in Anbetracht der Stromleitungen in der Lampe und der resultierenden Magnetfelder eher fraglich. Bei Outdoor-Aktivitäten, z. B. Bergsteigen, Camping oder Höhlen-Wanderungen finden heute auch Stirnlampen eine immer größere Verbreitung. Gegenüber herkömmlichen Taschenlampen haben sie den Vorteil, dass durch Tragen mit einem Gummiband am Kopf beide Hände freibleiben. Oft sind Stirnlampen nur oder zusätzlich mit LED ausgestattet, um so eine Brenndauer von bis zu 200 Stunden zu gestatten.
Bei als Abenteuerlampen bezeichneten Leuchten werden, um den größeren Strombedarf zu decken oder um die Betriebsdauer zu erhöhen, oft sehr große und relativ viele Batterien oder Akkus eingesetzt. Das erhöht einerseits das Gewicht der Lampe und macht sie größer und führt andererseits zu Veränderungen in der Konstruktion. Da der Griff durch viele und große Batterien zu dick wird, um die Lampe in einer Hand zu halten, wird dazu stattdessen ein zusätzlicher Kunststoff- oder Metallbügel an der Oberseite der Lampe befestigt.
Es gibt auch Taschenlampen, die ohne Batterien funktionieren. Diese enthalten als Strompuffer Akkus oder Doppelschicht-Kondensatoren, die über Solarzellen oder einen Generator geladen werden. Je nach Konstruktion wird der Generator durch Schütteln, Seilzug oder Kurbel angetrieben. Derartige Taschenlampen arbeiten meist mit LEDs, da diese weniger Strom als herkömmliche Glühlampen benötigen (Gasentladungslampen können aber teilweise einen ähnlich hohen Wirkungsgrad erreichen).
Taschenlampen werden auch explosionsgeschützt hergestellt, sie können dann in der Nähe von leicht entzündlichen Stoffen oder innerhalb brennbarer Gasgemische verwendet werden. Ein Beispiel dafür sind Grubenlampen.

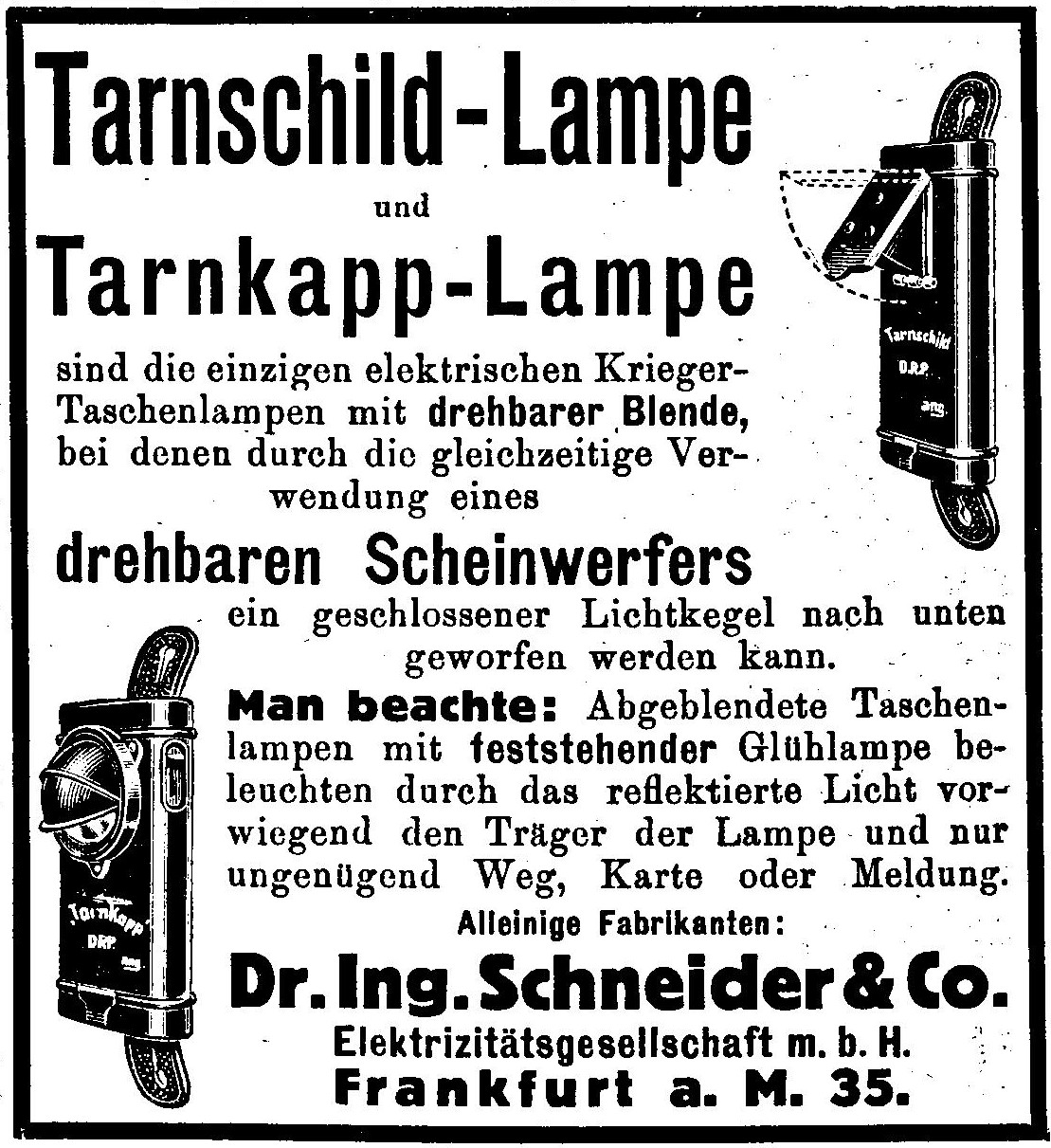
Taschenlampen im Rahmen der Maßnahmen zur Verdunkelung im Ersten Weltkrieg: Tarnschild- und Tarnkapp-Lampe

Im Ersten Weltkrieg wurde im Rahmen der Verdunkelungsmaßnahmen abblendbare Taschenlampen entwickelt, die sogenannte Tarnkapp-Lampe bzw. Tarnschild-Lampe.

## LED-Taschenlampen

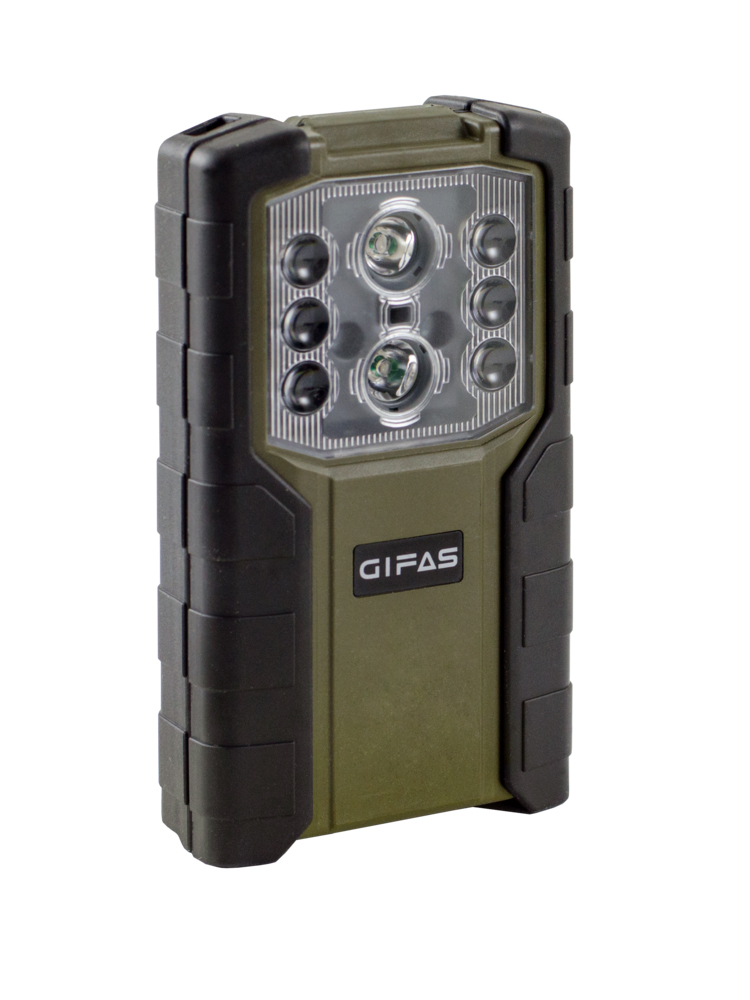
Taschenlampe 15 (beschafft 2015) der Schweizer Armee

Die Technik der Taschenlampe wird aktuell durch die Entwicklung preiswerter weißer Leuchtdioden grundlegend verändert. Wesentliche Vorteile sind die lange Lebensdauer der Lampe, die Unempfindlichkeit gegenüber Stößen, der geringere Stromverbrauch, die Unabhängigkeit der Lichtfarbe von der Batteriespannung und oftmals eine über einen weiten Bereich regulierbare Helligkeit. Leuchtdioden erreichen mittlerweile etwa den fünffachen Wirkungsgrad von Glühlampen. Während Glühlampen ohne mechanische Belastung durchschnittlich einige 100 bis einige 1000 Stunden bis zum Totalausfall halten, in Taschenlampen oft deutlich kürzer, wird bei weißen LED inzwischen bei sachgerechter Verbauung eine Lebensdauer von mehr als 100.000 Stunden (11½ Jahre) angenommen. Als Lebensdauer wird dabei die Zeit bis zum Absinken auf die halbe Anfangshelligkeit bezeichnet, da ein kompletter Ausfall aufgrund von Alterung meist sehr viel länger dauert. Da LED zudem im Vergleich zu Glühlampen sehr stoßunempfindlich sind, müssen sie im Gegensatz zu Glühlampen während der Lebensdauer einer Taschenlampe nicht erneuert werden. Grund für eine vorzeitige Alterung oder einen Komplettausfall von LED ist in der Regel eine ungeeignete Stromversorgung, zu hohe Last und unzureichende Kühlung. Die Lebensdauer der LED sinkt bei Überlastung sehr stark, die nutzbare Helligkeit kann bei starker Überlastung schon nach deutlich unter 1000 Stunden statt der beworbenen 100.000 auf die Hälfte der Anfangshelligkeit sinken, zum Teil sogar nach weniger als 100 Stunden. Günstige LED, wie sie in billigen Taschenlampen verbaut werden, sind hier oft weniger widerstandsfähig als LED von Markenherstellern. Da eine Taschenlampe jedoch gewöhnlich nur selten gebraucht wird, spielen diese Aspekte bei der Konzeption günstiger Taschenlampen keine Rolle. Nicht regelmäßig benutzte Taschenlampen (z. B. Notfalllampe im Haushalt) werden  niemals 1000 Stunden Betriebsdauer erreichen, so dass es egal sein kann, ob die LED überlastet werden.

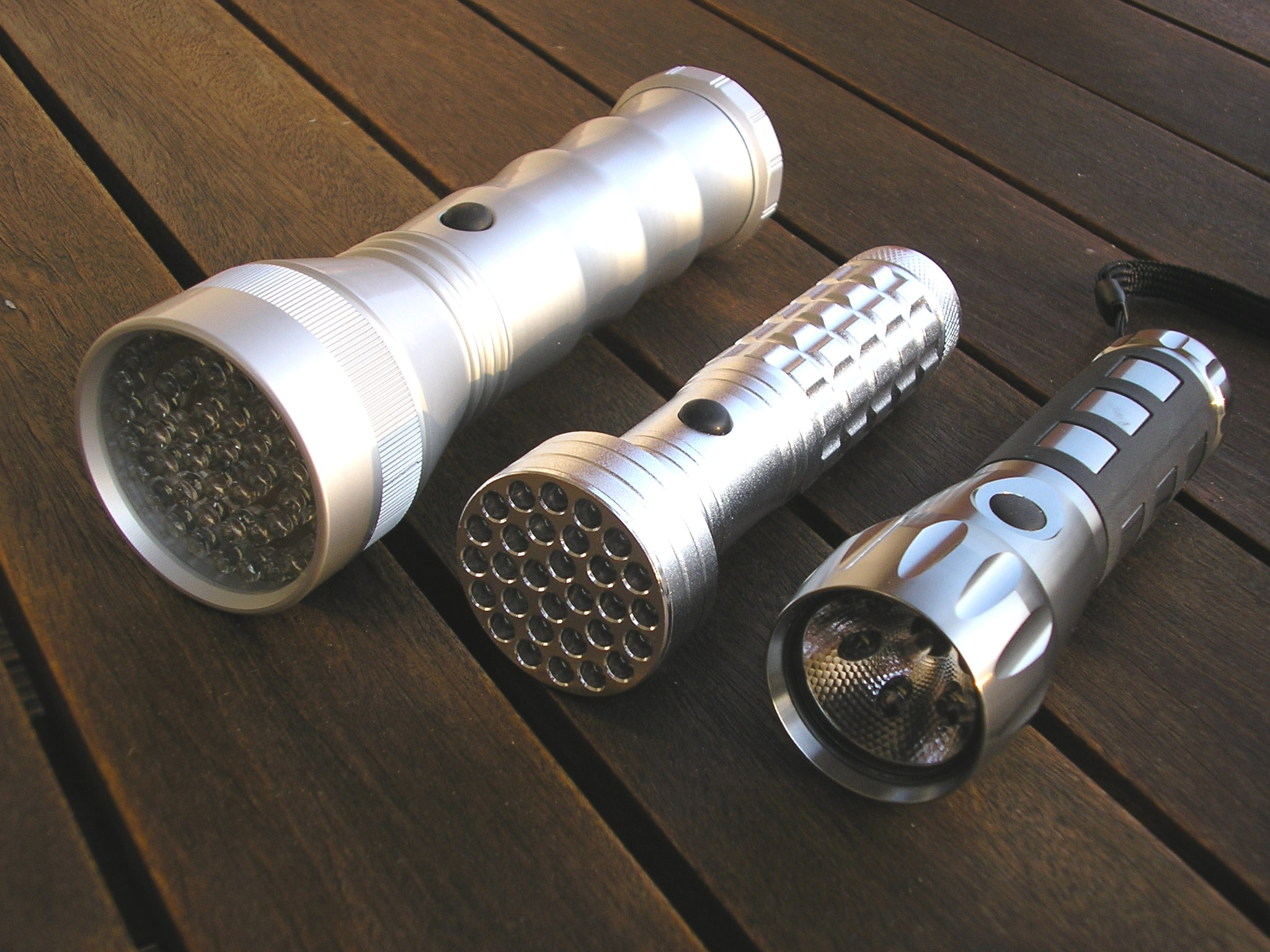
Drei einfache Taschenlampen mit kunststoffummantelten LED, von links: 49 LED, 30 LED, 6 LED + 1 Krypton-Glühlampe

Kostengünstige LED-Taschenlampen sind meist mit kunststoffummantelten Leuchtdioden aufgebaut, wie sie auch in Anzeigen und als Signallämpchen zur Anwendung kommen. Die Kunststoffhülle dient dabei gleichzeitig als Linse zur Fokussierung des abgestrahlten Lichtes, so dass im Gegensatz zu Modellen mit Glühlampe oder Hochleistungs-LED kein separates optisches System zur Bündelung des Lichts verbaut werden muss. Die Lichtleistung bei Leuchtdioden von diesem Bautyp ist jedoch begrenzt, da sich keine effiziente Kühlung realisieren lässt, wie sie bei höherer Leistungsaufnahme notwendig wird. Die Hersteller kompensieren dies, indem sie viele Leuchtdioden in einem gemeinsamen Gehäuse verbauen, was jedoch aufgrund der Bauform nur begrenzt möglich ist und, verglichen mit einer Lampe mit einem einzelnen Hochleistungsleuchtmittel und einer Optik vergleichbarer Größe, in einer diffuseren Lichtabgabe resultiert. Diese Taschenlampen sind vor allem für den Einsatz in Haushalt und Hobby geeignet, wo keine konzentrierte Lichtabgabe nötig ist und ein günstiger Anschaffungspreis im Vordergrund steht.
Die Entwicklung derartiger LED-Taschenlampen hat inzwischen die Grenze von 200 Einzel-LED erreicht. Da der Lampenkopf dann einen Durchmesser von 11 cm hat, erinnert die Lampenform an einen Duschkopf.

### Hochwertige LED-Taschenlampen

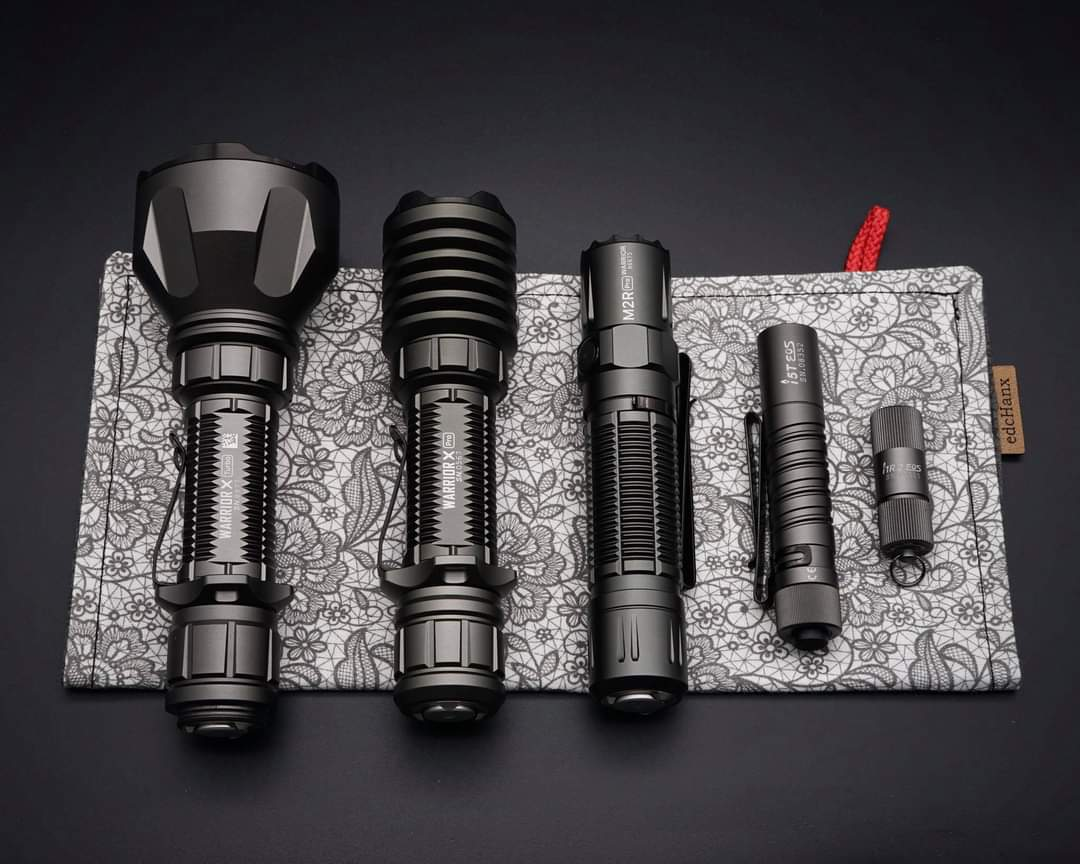
Taktische und EDC Taschenlampen von Olight v. l. n. r. Warrior X Turbo, Warrior X Pro, M2R Pro, i5T EOS, i1R 2 EOS

Inzwischen bieten viele Hersteller hochwertige LED-Taschenlampen an, die sich durch robuste Verarbeitung und eine hohe Lichtleistung auszeichnen. Die Abbildung auf der rechten Seite zeigen mehrere Extreme, an denen deutlich wird, welche Möglichkeiten sich durch den Einsatz von Leuchtdioden ergeben: Links eine LED-Taschenlampe mit 157 mm und 1100 Lumen. Die nächste mit 149 mm, 2100 Lumen und 500 Meter Leuchtweite. Rechts ein sehr kleines Modell mit 44 mm und 150 Lumen Lichtstrom.
Lampen: Im Gegensatz zu günstigeren LED-Taschenlampen werden bei hochwertigen Modellen in der Regel einzelne Leuchtdioden verbaut, die jedoch aufgrund ihrer Bauform eine passive Kühlung erlauben und dadurch wesentlich leistungsstärker sein können. Meist werden weiße Leuchtdioden mit Bauteil-Nennleistungen von 1, 3 oder 5 Watt eingesetzt. Bei einigen Modellen kommen aber auch deutlich leistungsstärkere Leuchtdioden mit Nennleistungen bis zu 30 Watt zum Einsatz. Die effizientesten verfügbaren weißen LED erreichen derzeit eine Lichtausbeute von über 150 lm/W, noch effizientere LED mit über 200 Lumen/Watt sind angekündigt (Stand 07/2011). Taschenlampen, die mit Cree-LED ausgestattet sind, haben eine Leuchtdauer von bis zu 100.000 Stunden (bei noch mindestens 70 % Leuchtkraft). Der Stromverbrauch liegt bei gleicher Leuchtkraft 20–50 % unter dem bisheriger LED. Der Artikel Lichtquellen enthält eine Tabelle mit Beispielen für die Lichtausbeute.
Linse: Die Transmission der Lichtleistung kann durch den Einsatz von Glaslinsen (UCL-Linsen) im Gegensatz zu Plastiklinsen höher und langzeitstabiler sein. Eine verkratze Plastiklinse z. B. streut den Lichtstrahl unnötig in alle Richtungen und senkt damit die Helligkeit des nutzbaren Lichtkegels. Ein Nachteil ist die höhere Bruchgefahr – andererseits sind Glaslinsen austauschbar, während Plastiklinsen oftmals fest mit dem restlichen Gehäuse verbunden sind.
Gehäuse: Taschenlampengehäuse können für höhere Anforderungen ausgelegt und beispielsweise gegen eindringende Nässe geschützt sein, teilweise auch IPX8 (z. B. 30 Minuten in 2 m Wassertiefe) oder im Fall von Tauchlampen noch mehr. Lampengehäuse aus anodisiertem Aluminium sind kratzresistenter und helfen bei der Wärmeabfuhr, wie sie bei LED-Lampen oberhalb von etwa 1 Watt wichtig ist. Plastikgehäuse leiten Wärme nur schlecht nach außen ab und werden bei Hochleistungs-Taschenlampen daher nur selten verwendet. Der Begriff „taktische Taschenlampe“ wird umgangssprachlich häufig für Lampen angewendet die vor dem Hintergrund der Nutzung bei Spezialeinheiten, Militär, Polizei oder Sicherheitsdiensten stehen. Ihre Gehäuse sind oft besonders stabil und martialisch ausgeführt. Spitze Kanten können als Werkzeug (Glasbrecher) oder Waffe eingesetzt werden. Vor der Einführung von kompakten LED-Lampen dienten Stablampen z. B. der Marke Maglite situationsbedingt auch als Schlagstockersatz bei der Polizei. Einige Lampen können auf die Endkappe gestellt werden und dann, indem sie nach oben an die Decke leuchten, Licht in einem Raum spenden. Diese Betriebsweise wird häufig „Tailstand“ genannt.
Elektronik: Ein entsprechend dimensionierter Treiberbaustein in Form einer Konstantstromquelle ermöglicht eine gleichbleibende Helligkeit der Taschenlampe über annähernd die gesamte Batterielaufzeit. In den Treiber integrierte Spannungskonverter ermöglichen außerdem das Betreiben einer LED-Taschenlampe aus der geringen Spannung einer einzelnen Mignon- oder Microbatterie (Step-Up), oder aber die variable Nutzung mehrerer beliebiger Zellen (Step-Down), um die Laufzeit zu verlängern. Temperatursensoren in Lampen reduzieren automatisch die Leistung, um einem Defekt durch Überhitzung vorzubeugen. Nicht stromgeregelte Taschenlampen nutzen zur Strombegrenzung lediglich den Innenwiderstand der Batterie. Die Leuchtdioden laufen dann mit neuen Batterien permanent oberhalb ihrer Spezifikation, was sie aufgrund von Überhitzung vorzeitig altern lässt. Neben dieser steten Abnahme der Maximalhelligkeit ist zudem die Helligkeit vom Ladestand der Batterie oder des Akkus abhängig. Weitere Nachteile sind mögliche Farbveränderungen, etwa ein Grünstich, wenn die LED oberhalb ihrer vorgegebenen Maximalleistung betrieben wird, sowie ein fehlender Tiefentladungsschutz von Akkuzellen. In der Regel dürfen solche Taschenlampen ohnehin nicht mit Akkus betrieben werden, da diese gegenüber Alkali-Mangan-Batterien einen geringeren Innenwiderstand aufweisen.
Bedienkonzept: Beim klassischen Taschenlampendesign ist der Einschaltknopf häufig am vorderen Ende des Schafts – die Bedienung gleicht der einer HiFi-Fernbedienung. Bei kleineren Lampen ist der Schalter häufig am Lampenende angebracht und wird wie ein Kugelschreiber bedient. Auch das Drehen des Lampenkopfes ist eine Schaltervariante. Der Begriff „Sofortlicht“ wird für die Fähigkeit einer Lampe, durch leichtes Drücken des Schalters Licht abzugeben und beim Loslassen des Schalters wieder zu erlöschen, benutzt.

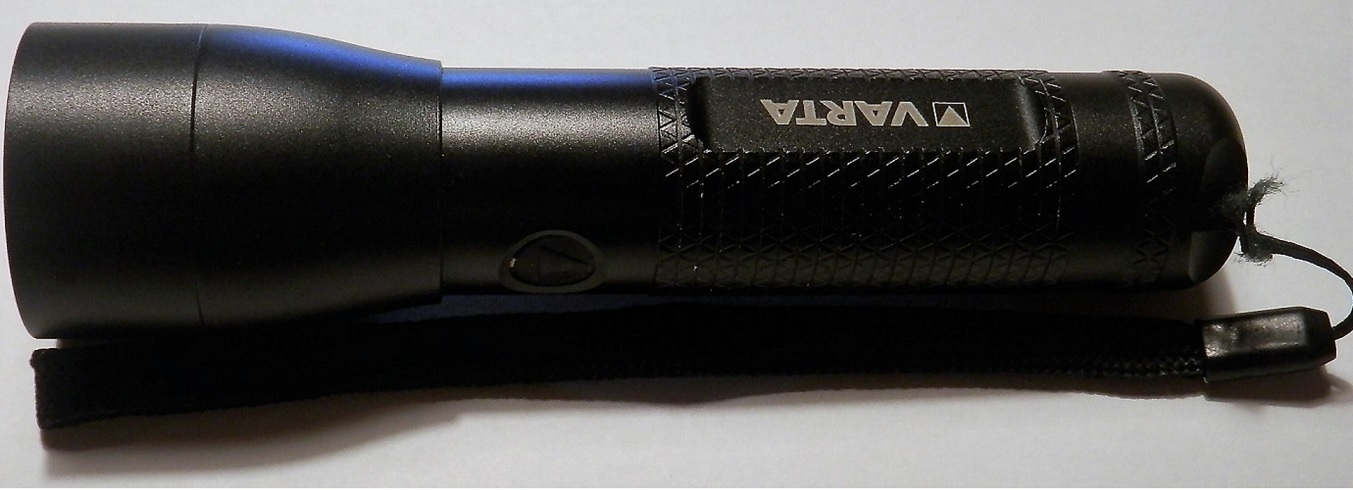
LED-Taschenlampe von Varta mit Schaltfunktionen

Schaltstufen/Funktionen: Immer mehr Taschenlampen lassen sich nicht nur ein- und ausschalten, sondern besitzen weitere Funktionen, z. B. das Einstellen der Helligkeit in mehreren Stufen. Außerdem findet man oft eine SOS- und verschiedene Blitz-Funktionen (engl. Strobe). Bei einem Locator-Flash blitzt die Lampe alle paar Sekunden schwach auf, so dass man sie auch im Dunkeln findet. Ebenso verfügen einige Modelle über wechselbare Farben. Die verschiedenen Modi werden oftmals durch das gezielte Betätigen des Einschaltknopfes gewechselt, der dazu halb oder vollständig durchgedrückt wird (Clicky). Manche Taschenlampen besitzen einen USB-Anschluss, über den man nutzerdefinierte Funktionen einprogrammieren kann.
Die Blendwirkung starker Lampen kann das Sehvermögen signifikant einschränken, so dass eine Orientierung z. B. im Straßenverkehr erschwert oder unmöglich wird. Dies liegt daran, dass mit der Taschenlampe angeleuchte Gegenstände das Licht zurück in die Augen reflektieren und die Pupillen sich somit verengen, siehe Adaptation. Besonders stark ist der Effekt bei zuvor an die Dunkelheit angepassten Augen. Hinzu kommt bei unerwarteter Blendung ein zum Teil starker Überraschungseffekt.

## Sonstiges
In den USA wird jeweils am 21. Dezember der „Nationale Tag der Taschenlampe“ („National Flashlight Day“) begangen.